# Leptoperla magnicauda
Leptoperla magnicauda är en bäcksländeart som beskrevs av Günther Theischinger 1981. Leptoperla magnicauda ingår i släktet Leptoperla och familjen Gripopterygidae. Inga underarter finns listade i Catalogue of Life.